# パフォス
座標: 北緯34度46分 東経32度25分 / 北緯34.767度 東経32.417度
パフォス（ギリシャ語: Πάφος, ラテン文字転写: Pafos, Paphos、トルコ語：Baf, バフ）は、キプロス共和国南西海岸の都市で、人口は約88,000人（2011年）。かつては旧パフォス（パレパフォス）と新パフォスの2つの地区をまとめてパフォスと呼んでいたが、現在は人が居住している新パフォス地区のみを指してパフォスと呼んでいる。パフォスとレメソスの間には、キプロス共和国で2番目の規模のパフォス国際空港がある。
ペトラ・トゥ・ロミウの旧パフォス（パレパフォス）は愛と美を司るギリシア神話の女神アプロディーテー生誕の伝説の地で、古代において信仰上の重要な地であった。古代ギリシア、ローマ時代にはキプロスの首府であり、新パフォスにあるローマ帝国属州行政官の住居跡にはモザイクタイルの床が今でも残っており、現在では観光地として有名である。聖パウロが1世紀に訪れたことでも知られる。新パフォスと旧パフォスを合わせてユネスコ世界遺産に登録されている。
ギリシャ神話ではピュグマリオーンとガラテイアの子パポスにちなんで命名されたとされる。

## パフォスを舞台とする伝説

### アプロディテの誕生
ギリシア神話では、美と愛の女神アプロディーテーは海の泡から生まれ、キプロス島に降り立ったとされる。以来、女神はキプロスを守護し、キプロスはアプロディーテーを崇拝する人々の聖地となった。
パフォス近郊の海岸には、アプロディーテー誕生の地とされるペトラ・トゥ・ロミウ（Petra tou Romiou, 「ギリシアの岩」の意）があり、紀元前1,200年頃にアプロディーテーを祀る巨大な神殿がこの海岸付近に建てられたが、現存するのは2本の円柱のみである。

### パポスの創成
キプロスのピュグマリオーンはアプロディーテーの助けによって妻ガラテイアを得た。2人の間に生まれた子がパポスである。このパポスと血縁もしくは姻戚関係があったキニュラースがパポスの名にちなんで同名の都市を建設したと伝えられている。
パポスおよびキニュラースについては諸説あり、オウィディウスによればキニュラースはパポスの息子、アポロドーロスによれば、ピュグマリオーンとガラテイアの間の娘メタルメーの夫（パポスの義兄弟）とされている。このほか、パポスをキプロスのニンフとし、アポローンとの間の子をキニュラースとする説もある。
他方、ストラボンはパポスをアマゾニスが建設したとしている。トロイア戦争に加わったアルカディア人の首領アガペーノールによるものとする説もある。

### 聖パウロ
『使徒行伝』13章6節から13節に、パウロとバルナバが当時ローマ帝国の地方総督府がおかれていたパフォスを訪れ、布教をした記述がある。キプロスにおける伝承によると、この際、パウロは現在のアギア・キリアキ・クリソポリティッサ教会のある場所で、柱に縛りつけられ鞭打たれたとされる。この教会には現在も聖パウロの柱と呼ばれるものがある。
『コリントの信徒への手紙二』11章24節から25節において、パウロは布教の際に自らがユダヤ人やローマ人たちから鞭打たれた経験について記しているが、キプロスでの鞭打ちが史実かどうかははっきりしていない。

### ディゲニス・アクリタス
中世ビザンティン世界に成立した民衆叙事詩『ディゲニス・アクリタス』の主人公ディゲニスは、キプロスに現れたサラセン人を追いやるため、その怪力をもってトロードス山の大岩を投げ付けた。キプロスの言い伝えによれば、その岩がペトラ・トゥ・ロミウの岩であるという。

## 地理
パフォスはキプロス西部にあるパフォス地区の中心都市である。2005年の統計によれば、パフォスの人口は52,800人 となっている。パフォス市街はおよそ2つの区域に分かれ、丘の上に位置する居住区域クティマと、海岸沿いの繁華なリゾート区域カトパフォス（「低パフォス」の意）から構成される。
パフォス港はもっぱらリマソールとの国内航路に用いられ、また釣りなどのレジャーを楽しむための小規模な港である。

## 歴史
パフォスには新石器時代から人類による居住跡があることが考古学的調査によって報告されている。前12世紀にミケーネ人が神殿を建設し、豊穣神（地母神）、とりわけアプロディテ崇拝の中心としてキプロス島外からも多くの巡礼者を集めた。
紀元前3世紀、都市国家パフォス最後の王ニコクレスが遷都を行う。およそ10数km 離れた場所に新都と港を建設され、以降、現在のパフォスに当たるこの都市がネアパフォス（新パフォス）、それまでのパフォスはパレオパフォス（旧パフォス）と呼ばれるようになった。ヘレニズム期にはこの地に影響力をもったプトレマイオス朝が、パフォスをサラミスに代わるキプロスの首都として定め、これはローマ時代まで続いた。
しかし東ローマ帝国の時代にニコシアに首都が移ると、パフォスの政治的影響力は低下した。この傾向はその後のオスマン帝国の治世下にさらに進み、港湾都市としてもラルナカにその地位を奪われる。イギリス領となった時期にはリマソールなどへの人口流出も起きた。
ところが1974年、キプロスがトルコの軍事介入を受け、南北が分断される（キプロス問題）。これによってキプロス島北部のキレニアやファマグスタといった観光都市が北キプロスの支配下におかれる。観光業に力を入れていたキプロス政府はこれを受けて、開発の遅れていたパフォスおよびその周辺市町村からなるパフォス地区を、これらに代わる新たなリゾートとすべく、大規模なインフラ整備に着手した。灌漑用ダムを初め、配水設備や道路、国際空港（パフォス国際空港）などの建設が行われた。これに伴って、ホテルやマンション、別荘も増加した。1980年にはパフォスとその周辺地域がユネスコの世界遺産に登録された。

## 世界遺産
ユネスコの世界遺産としてのパフォスは、現在のパフォス市およびその近郊に位置する、新旧両方のパフォスの古代遺跡群を指す。これらが一括して文化遺産「パフォス」として登録された。

### カトパフォスのアプロディテ神殿都市
パフォスの海岸沿い、カトパフォス地区にある遺跡群。106.4 haが対象地域となっている。ディオニュソスの家、テセウスの家、オルフェウスの家、アイオンの家と名付けられた建物があり、これらは貴族の邸宅であったと考えられている。ヘレニズム期からビザンティン期にかけてのギリシア神話を題材としたモザイクがあることで知られている。

#### ディオニュソスの家
2世紀末に建てられた、中庭を中心に部屋が並ぶ2,000m2 のグレコ・ローマン期の邸宅である。神話の場面やブドウの収穫、狩りなどを描いたモザイクで飾られている。入り口にはスキュラを描いたヘレニズム期のモザイクも残る。建物は4世紀の地震で損壊している。

#### テセウスの家
2世紀に建造、7世紀まで使われた。部屋数が100をこえる大規模な建物であるため、キプロスの行政官が暮らした邸宅だったと考えられている。テセウスとミノタウロス、ポセイドンとアンピトリテ、産湯をつかうアキレウスのモザイクがある。

#### オルフェウスの家
ディオニュソスの家に似たグレコ・ローマン期の邸宅で、2世紀後半から3世紀前半にかけて建造された。獣たちに囲まれたオルフェウスを初め、ヘラクレスとネメアのライオン、馬に乗るアマゾーンのモザイクがある。

#### アイオンの家
部分的に発掘が行われているが、4世紀中頃の作とされるモザイクが既に見付かっており、ディオニュソスの誕生から、レダと白鳥、カシオペイアとネレイデス、アポロンとマルシュアス、ディオニュソスの勝利などが描かれている。

#### サランダ・コロネス
7世紀にパフォス港とネアパフォスを防御するために建てられたビザンティン様式の城砦。サランダ・コロネスとは「40本の柱」の意である。1223年、地震で崩壊した。

#### パフォス城
13世紀、フランク人がサランダ・コロネスの代わりとして、パフォス港西側に建設した城砦。1373年にジェノヴァ人が改築を行った。建設当初にあった2つの塔は15世紀末に片方が地震のため崩壊、もう一方は、16世紀にヴェネツィア人が爆破している。
現在のパフォス城の姿はオスマン帝国による修復後のものである。オスマン帝政期には、内部に監獄やモスクが作られた。城の上部には狭間胸壁があり、大砲が据えられていた。イギリスの支配下では塩をおさめる倉庫として使われた。
1935年、パフォス城は歴史的建造物として認められ、キプロス政府によって修復保護されている。

#### アギア・キリアキ・クリソポリティッサ教会
4世紀に創建された教会で、かつては大規模なバシリカがあった。11世紀、16世紀にそれぞれ別の教会がこの場所に建てられた。現在は英国国教会の聖堂となっているが、それ以前の教会の遺構も残されている。聖パウロの柱があることでも知られる。

### クークリア村のアプロディテ神殿

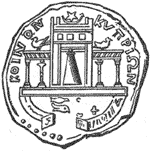
パフォスのアプロディテ神殿を描いたカラカラ帝のコイン（図案）

クークリアはかつてパレオパフォスがあった場所に位置するパフォス近郊の村。ペトラ・トゥ・ロミウを含む22.9 haが対象地域となっている。
紀元前12世紀、この地に豊穣神を祀る神殿が建設された。この神殿では円錐形の聖石が神の力を表す偶像として祀られていた。ニコクレス王によるネアパフォスへの遷都の後も、パレオパフォスはアプロディテ崇拝の聖地として、またローマ時代には銅貨の鋳造所として栄えた。この時代のコインにはパフォスのアプロディテ神殿を図案としたものもある。なお、4世紀にキプロスがキリスト教化されると豊穣神崇拝は姿を消した。
クークリアのアプロディテ神殿遺跡は、南側に位置する青銅器時代後期の第1サンクチュアリと、北側に位置する1世紀末から2世紀初頭にかけての第2サンクチュアリからなる。第1サンクチュアリは、石灰岩を積んで作られた巨大な壁で囲まれた聖域があり、円錐形の聖石を中央に祀った祭壇も設けられていた。ローマ期の神殿である第2サンクチュアリにおいてもこの聖石崇拝は行われた。
1950年代以降、本格的な遺跡調査が行われている。クークリアの考古学博物館には、村の周辺で見付かった発掘物が展示されている。

#### レダの家
2世紀の建物で、食堂部分のみが現存。レダと白鳥を描いたモザイクがあり、オリジナルはクークリア考古学博物館に展示されている。

### カトパフォスのネクロポリス
通称、王家の墓。紀元前3世紀に建てられた、32.7 haの広さをもつ地下墓地（ネクロポリス）である。ドーリア式の柱をもつ。
中世にはこの墓地を住居とする者が現れ、19世紀には盗掘の被害にもあっている。20世紀になって本格的な調査が始まった。実際には王墓ではなく、上級官僚を務めた人物とその家族の墓ではないかと考えられている。

### 登録経緯
1979年、国際記念物遺跡会議（ICOMOS）の調査が行われた。ホメロスの『オデュッセイア』など様々な書物で言及され、アプロディテ崇拝に直結した、神殿都市の普遍的な重要性および文化的価値が高く評価された。同時にペトラ・トゥ・ロミウやカトパフォスについては、パフォスの急速な観光地化からの保護が必要とされた。1980年に正式登録。
2004年の報告によれば、パフォスの遺産保護の状況はキプロス国外の専門研究機関の協力もあり、おおむね良好とされている。2004年には年間で626,923人の入場者があった。

### 登録基準
この世界遺産は世界遺産登録基準のうち、以下の条件を満たし、登録された（以下の基準は世界遺産センター公表の登録基準からの翻訳、引用である）。
- (3) 現存するまたは消滅した文化的伝統または文明の、唯一のまたは少なくとも稀な証拠。
- (6) 顕著で普遍的な意義を有する出来事、現存する伝統、思想、信仰または芸術的、文学的作品と直接にまたは明白に関連するもの（この基準は他の基準と組み合わせて用いるのが望ましいと世界遺産委員会は考えている）。

### ギャラリー

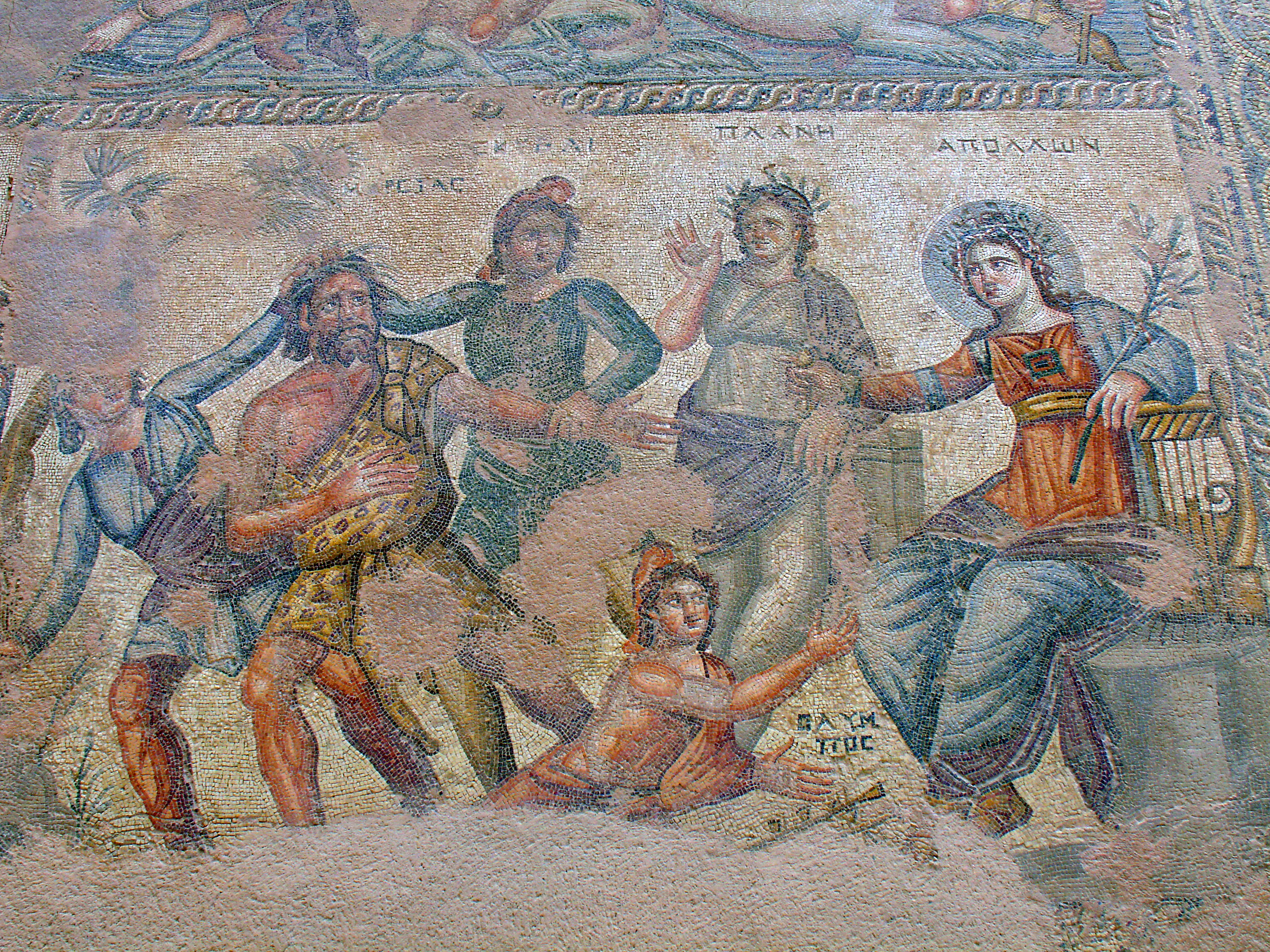
モザイク（アイオンの家）
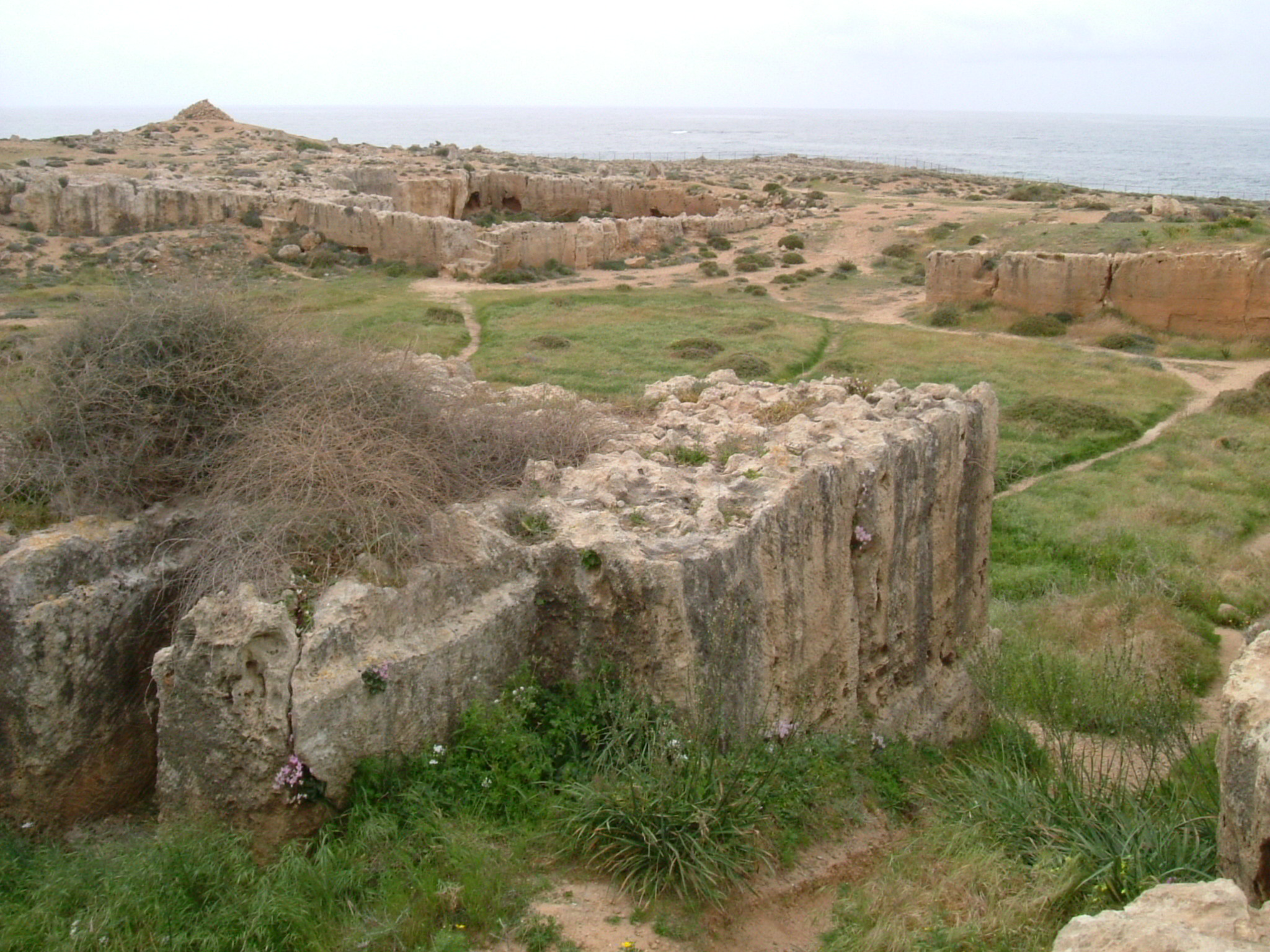
王家の墓

## スポーツ
- AEパフォス - 2000年から2014年まで活動していたサッカークラブ
- パフォスFC - 2014年に発足したサッカークラブ

## 交通機関
市街地の南東約9kmにキプロス第2の規模のパフォス国際空港があり、格安航空やチャーター便を中心に欧州やロシアとの間を結んでいる。
鉄道は無く、都市間及び市内の公共交通を担うのはバスである。パフォス国際空港との間には公共バスが運行されている。また、都市間の直通バスが、首都ニコシア（レフコシア）、リマソール、ラルナカなどとの間で運行されている。
- Paphos Buses（外部リンク）

## 註
1. ↑  蔵持不三也『神話で訪ねる世界遺産』ナツメ社、2015年、40-41頁。ISBN 978-4-8163-5870-8。
2. ↑  cf. 伊藤照夫「パフォス」『日本大百科全書』（小学館、JapanKnowledge）キニュラースについてはアドーニスの項も参照。
3. ↑  A Brief Historical Overview of Agia Kyriaki Chrysopolitissa Archived 2007年3月13日, at the Wayback Machine. 2007年6月4日閲覧。
4. ↑  Kouklia Community "Petra tou Romiou" 2007年6月4日閲覧。
5. ↑  Ministry of Finance, Statistical Service (2006-08-03) "Population by District"（EXCEL）2007年6月5日閲覧。
6. ↑  Ministry of Finance, Department of Information Technology Services "About Cyprus - Towns and Population: Paphos" 2007年6月5日閲覧。
7. ↑  Department of Antiquities "Nea Pafos" 2007年6月5日閲覧。
8. ↑  Department of Antiquities "Palaipafos" 2007年6月5日閲覧。
9. ↑  Department of Antiquities "Tombs of the Kings" 2007年6月5日閲覧。
10. ↑  UNESCO World Heritage Centre (2006) "Periodic Reporting" 2007年6月4日閲覧。